# جيم ريد (مغني)
جيم ريد (بالإنجليزية: Jim Reid)‏ هو مغني بريطاني، ولد في 29 ديسمبر 1961 في غلاسكو في المملكة المتحدة.

## وصلات خارجية
- جيم ريد على موقع IMDb (الإنجليزية)
- جيم ريد على موقع ميوزك برينز (الإنجليزية)
- جيم ريد على موقع أول ميوزيك (الإنجليزية)
- جيم ريد على موقع ديسكوغز (الإنجليزية)